# Паулс (місто)
Пау́лс (кат. Paüls, вимова літературною каталанською [pa'ułs]) - муніципалітет, розташований в Автономній області Каталонія, в Іспанії. Код муніципалітету за номенклатурою Інституту статистики Каталонії - 431021. Знаходиться у районі (кумарці) Баш-Ебра (коди району - 09 та BB) провінції Таррагона, згідно з новою адміністративною реформою перебуватиме у складі Ебрської баґарії (округи). 

## Назва муніципалітету
Назва муніципалітету походить від лат. palūdes.

## Населення
Населення міста (у 2007 р.) становить 607 осіб (з них менше 14 років - 9,6%, від 15 до 64 - 62,4%, понад 65 років - 28%). У 2006 р. народжуваність склала 5 осіб, смертність - 9 осіб, зареєстровано 2 шлюби. У 2001 р. активне населення становило 240 осіб, з них безробітних - 19 осіб.

Серед осіб, які проживали на території міста у 2001 р., 609 народилися в Каталонії (з них 576 осіб у тому самому районі, або кумарці), 18 осіб приїхало з інших областей Іспанії, а 2 особи приїхали з-за кордону. 

Вищу освіту має 4,5% усього населення. 

У 2001 р. нараховувалося 200 домогосподарств (з них 16% складалися з однієї особи, 25% з двох осіб,19,5% з 3 осіб, 20% з 4 осіб, 10% з 5 осіб, 7% з 6 осіб, 2% з 7 осіб, 0,5% з 8 осіб і 0% з 9 і більше осіб).

Активне населення міста у 2001 р. працювало у таких сферах діяльності : у сільському господарстві - 15,8%, у промисловості - 30,3%, на будівництві - 11,3% і у сфері обслуговування - 42,5%. 

 У муніципалітеті або у власному районі (кумарці) працює 82 особи, поза районом - 144 особи.

### Безробіття
У 2007 р. нараховувалося 18 безробітних (у 2006 р. - 16 безробітних), з них чоловіки становили 38,9%, а жінки - 61,1%.

## Економіка

### Підприємства міста

#### Промислові підприємства
| \| Промислові підприємства міста, за сферою діяльності \| Промислові підприємства міста, за сферою діяльності \| Промислові підприємства міста, за сферою діяльності \| \| Рік \| 2002 р. \| 2001 р. \| \| --------------------------------------------------- \| --------------------------------------------------- \| --------------------------------------------------- \| \| Енергетичні та водні ресурси \| 14,3% \| 14,3% \| \| Хімія та метали \| 0% \| 0% \| \| Переробка металів \| 14,3% \| 14,3% \| \| Продукти харчування \| 28,6% \| 28,6% \| \| Текстиль \| 0% \| 0% \| \| Виробництво меблів, видання \| 28,6% \| 28,6% \| \| Інше \| 14,3% \| 14,3% \| \| Усього підприємств \| 7 \| 7 \| |         |         |
| Промислові підприємства міста, за сферою діяльності |         |         |
| Рік | 2002 р. | 2001 р. |
| Енергетичні та водні ресурси | 14,3%   | 14,3%   |
| Хімія та метали | 0%      | 0%      |
| Переробка металів | 14,3%   | 14,3%   |
| Продукти харчування | 28,6%   | 28,6%   |
| Текстиль | 0%      | 0%      |
| Виробництво меблів, видання | 28,6%   | 28,6%   |
| Інше | 14,3%   | 14,3%   |
| Усього підприємств | 7       | 7       |

#### Роздрібна торгівля
| \| Підприємства роздрібної торгівлі міста, за сферою діяльності \| Підприємства роздрібної торгівлі міста, за сферою діяльності \| Підприємства роздрібної торгівлі міста, за сферою діяльності \| \| Рік \| 2002 р. \| 2001 р. \| \| ------------------------------------------------------------ \| ------------------------------------------------------------ \| ------------------------------------------------------------ \| \| Продукти харчування \| 50% \| 50% \| \| Одяг та взуття \| 0% \| 0% \| \| Товари для дому \| 0% \| 0% \| \| Книги та періодичні видання \| 0% \| 0% \| \| Промислова хімічна продукція \| 50% \| 50% \| \| Продукція, пов'язана з транспортними засобами \| 0% \| 0% \| \| Інше \| 0% \| 0% \| \| Усього підприємств \| 4 \| 4 \| |         |         |
| Підприємства роздрібної торгівлі міста, за сферою діяльності |         |         |
| Рік | 2002 р. | 2001 р. |
| Продукти харчування | 50%     | 50%     |
| Одяг та взуття | 0%      | 0%      |
| Товари для дому | 0%      | 0%      |
| Книги та періодичні видання | 0%      | 0%      |
| Промислова хімічна продукція | 50%     | 50%     |
| Продукція, пов'язана з транспортними засобами | 0%      | 0%      |
| Інше | 0%      | 0%      |
| Усього підприємств | 4       | 4       |

#### Сфера послуг
| \| Підприємства міста, що працюють у сфері послуг, за діяльністю \| Підприємства міста, що працюють у сфері послуг, за діяльністю \| Підприємства міста, що працюють у сфері послуг, за діяльністю \| \| Рік \| 2002 р. \| 2001 р. \| \| ------------------------------------------------------------- \| ------------------------------------------------------------- \| ------------------------------------------------------------- \| \| Гуртова торгівля \| 0% \| 0% \| \| Готелі та готельний бізнес \| 50% \| 50% \| \| Транспорт та зв'язок \| 33,3% \| 33,3% \| \| Посередницькі фінансові послуги \| 8,3% \| 8,3% \| \| Послуги підприємствам \| 0% \| 0% \| \| Послуги фізичним особам \| 8,3% \| 8,3% \| \| Нерухомість та ін. \| 0% \| 0% \| \| Усього підприємств \| 12 \| 12 \| |         |         |
| Підприємства міста, що працюють у сфері послуг, за діяльністю |         |         |
| Рік | 2002 р. | 2001 р. |
| Гуртова торгівля | 0%      | 0%      |
| Готелі та готельний бізнес | 50%     | 50%     |
| Транспорт та зв'язок | 33,3%   | 33,3%   |
| Посередницькі фінансові послуги | 8,3%    | 8,3%    |
| Послуги підприємствам | 0%      | 0%      |
| Послуги фізичним особам | 8,3%    | 8,3%    |
| Нерухомість та ін. | 0%      | 0%      |
| Усього підприємств | 12      | 12      |

## Житловий фонд
У 2001 р. 2,5% усіх родин (домогосподарств) мали житло метражем до 59 м2, 16,5% - від 60 до 89 м2, 40,5% - від 90 до 119 м2 і
40,5% - понад 120 м2.

З усіх будівель у 2001 р. 9,9% було одноповерховими, 49,1% - двоповерховими, 40,5
% - триповерховими, 0,5% - чотириповерховими, 0% - п'ятиповерховими, 0% - шестиповерховими,
0% - семиповерховими, 0% - з вісьмома та більше поверхами.

## Автопарк
| \| Автомобілі, зареєстровані у місті, за призначенням \| Автомобілі, зареєстровані у місті, за призначенням \| Автомобілі, зареєстровані у місті, за призначенням \| \| Рік \| 2006 р. \| 2005 р. \| \| -------------------------------------------------- \| -------------------------------------------------- \| -------------------------------------------------- \| \| Приватні автомобілі \| 49% \| 49,9% \| \| Мотоцикли \| 10,7% \| 9,6% \| \| Вантажівки \| 39,4% \| 39,9% \| \| Трактори \| 0% \| 0% \| \| Автобуси та ін. \| 0,9% \| 0,7% \| \| Усього автомобілів \| 467 шт. \| 439 шт. \| |         |         |
| Автомобілі, зареєстровані у місті, за призначенням |         |         |
| Рік | 2006 р. | 2005 р. |
| Приватні автомобілі | 49%     | 49,9%   |
| Мотоцикли | 10,7%   | 9,6%    |
| Вантажівки | 39,4%   | 39,9%   |
| Трактори | 0%      | 0%      |
| Автобуси та ін. | 0,9%    | 0,7%    |
| Усього автомобілів | 467 шт. | 439 шт. |

## Вживання каталанської мови
У 2001 р. каталанську мову у місті розуміли 99,7% усього населення (у 1996 р. - 99,4%), вміли говорити нею 90,8% (у 1996 р. - 
98,3%), вміли читати 76,7% (у 1996 р. - 49,3%), вміли писати 42,3
% (у 1996 р. - 31,1%). Не розуміли каталанської мови 0,3%.

## Політичні уподобання
У виборах до Парламенту Каталонії у 2006 р. взяло участь 411 осіб (у 2003 р. - 488 осіб). Голоси за політичні сили розподілилися таким чином:
| \| Вибори до Парламенту Каталонії \| Вибори до Парламенту Каталонії \| Вибори до Парламенту Каталонії \| \| Рік \| 2006 р. \| 2003 р. \| \| -------------------------------------- \| ------------------------------ \| ------------------------------ \| \| Конвергенція та Єднання (CiU) \| 46,5% \| 42,2% \| \| Соціалістична партія Каталонії (PSC) \| 42,6% \| 45,9% \| \| Народна партія (PP) \| 2,9% \| 2,7% \| \| Ініціатива за Каталонію — Зелені (ICV) \| 1,9% \| 0,6% \| \| Республіканська лівиця Каталонії (ERC) \| 5,4% \| 8,2% \| \| Громадяни — Громадянська партія (C's) \| 0% \| 0% \| \| Інші \| 0,7% \| 0,4% \| |         |         |
| Вибори до Парламенту Каталонії |         |         |
| Рік | 2006 р. | 2003 р. |
| Конвергенція та Єднання (CiU) | 46,5%   | 42,2%   |
| Соціалістична партія Каталонії (PSC) | 42,6%   | 45,9%   |
| Народна партія (PP) | 2,9%    | 2,7%    |
| Ініціатива за Каталонію — Зелені (ICV) | 1,9%    | 0,6%    |
| Республіканська лівиця Каталонії (ERC) | 5,4%    | 8,2%    |
| Громадяни — Громадянська партія (C's) | 0%      | 0%      |
| Інші | 0,7%    | 0,4%    |

У муніципальних виборах у 2007 р. взяло участь 516 осіб (у 2003 р. - 506 осіб). Голоси за політичні сили розподілилися таким чином:
| \| Муніципальні вибори \| Муніципальні вибори \| Муніципальні вибори \| \| Рік \| 2007 р. \| 2003 р. \| \| -------------------------------------- \| ------------------- \| ------------------- \| \| Конвергенція та Єднання (CiU) \| 53,5% \| 49,2% \| \| Соціалістична партія Каталонії (PSC) \| 46,5% \| 50,8% \| \| Народна партія (PP) \| 0% \| 0% \| \| Ініціатива за Каталонію — Зелені (ICV) \| 0% \| 0% \| \| Республіканська лівиця Каталонії (ERC) \| 0% \| 0% \| \| Громадяни — Громадянська партія (C's) \| 0% \| 0% \| \| Інші \| 0% \| 0% \| |         |         |
| Муніципальні вибори |         |         |
| Рік | 2007 р. | 2003 р. |
| Конвергенція та Єднання (CiU) | 53,5%   | 49,2%   |
| Соціалістична партія Каталонії (PSC) | 46,5%   | 50,8%   |
| Народна партія (PP) | 0%      | 0%      |
| Ініціатива за Каталонію — Зелені (ICV) | 0%      | 0%      |
| Республіканська лівиця Каталонії (ERC) | 0%      | 0%      |
| Громадяни — Громадянська партія (C's) | 0%      | 0%      |
| Інші | 0%      | 0%      |